# Beaurains-lès-Noyon
Beaurains-lès-Noyon település Franciaországban, Oise megyében. Lakosainak száma 340 fő (2022. január 1.). Beaurains-lès-Noyon Bussy, Genvry, Noyon, Porquéricourt és Sermaize községekkel határos.

## Népesség
A település népességének változása:
| Lakosok száma | 296  | 337  | 342  | 338  | 338  | 338  | 340  | 338  | 340  |
|               | 2013 | 2015 | 2016 | 2017 | 2018 | 2019 | 2020 | 2021 | 2022 |